# 下米田村
下米田村（しもよねだむら）は、かつて岐阜県加茂郡に存在した村である。
現在の美濃加茂市の東部であり、飛騨川東岸の地域である。

## 歴史
- 江戸時代末期、この地域は美濃国加茂郡であり、今尾藩領、尾張藩領、天領であった。
- 1874年（明治7年） - 栃井村が東栃井村と西栃井村[1]に分立する。
- 1889年（明治22年）7月1日 - 東栃井村、今村、則光村、山本村、為岡村、西脇村、小山村、信友村が合併し発足。
- 1954年（昭和29年）4月1日 - 太田町、古井町、山之上村、蜂屋村、加茂野村、伊深村、および三和村の一部（廿屋・川浦地区）、和知村の一部（牧野地区）と合併し美濃加茂市が発足。同日下米田村廃止。

## 学校
- 下米田村立下米田小学校（現・美濃加茂市立下米田小学校）
- 下米田村立下米田中学校（1960年に古井中学校・山之上中学校・下米田中学校の3校が統合され、現・美濃加茂市立東中学校）

## 神社・仏閣
- 小山寺
- 諏訪神社

## 出身有名人
- 津田左右吉[2]